# Miljevci (Újbakóca)
Miljevci falu Horvátországban Verőce-Drávamente megyében. Közigazgatásilag Újbakócához tartozik.

## Fekvése
Verőcétől légvonalban 39, közúton 45 km-re délkeletre, községközpontjától 4 km-re keletre, Nyugat-Szlavóniában, a Drávamenti-síkságon, a Papuk-hegység előterében, Brezik és Dobrović között fekszik.

## Története
A régészeti leletek tanúsága szerint Miljevci területe már a középkorban is lakott volt, sőt várral rendelkező település volt. Négy régészeti lelőhely is található a határában. A Donje Bazije felé vezető út falazott hídjától délkeletre a Staro groblje nevű lelőhelyen volt a hagyomány szerint a középkori település temetője. Ennek némileg ellentmond, hogy máig nem kerültek elő innen emberi csontok. A hídtól mintegy 300 méterre délnyugatra egy enyhe magaslaton található a Turski grad lelőhely. Itt téglatöredékek, házak nyomai és kerámiák kerültek elő. A hely elnevezése (Törökvár) alapján itt a középkorban vár állhatott. A Točak nevű lelőhelyet Kornelija Minichreiter a középkori temető helyeként határozta meg. A Polje lelőhely egy ellipszoid alakú magaslaton található, ahol szintén sok középkori kerámia került elő. Feltehetően itt állhatott a középkori település, melyet a török pusztított el a 16. század közepén, amikor a térséget meghódította.
A mai település a 16. század végén, vagy a 17. század elején keletkezett pravoszláv vlachok betelepítésével, akik a török uralom idején a környező földeket művelték meg. A térség 1684-ben szabadult fel a török uralom alól, de a lakosság részben helyben maradt. 1698-ban 5 családdal (Ivanovich, Radmanovich, Szavich, Despotovich, Novak) „Milevczy” néven szerepel Szlavónia felszabadított településeinek összeírásában. A 18. században a meglevők mellé az ország más vidékeiről újabb horvát telepesek érkeztek.
Az első katonai felmérés térképén „Dorf Millievac” néven találjuk. Lipszky János 1808-ban Budán kiadott repertóriumában „Milyevczi” néven szerepel. Nagy Lajos 1829-ben kiadott művében „Milyevczi” néven 38 házzal, 222 katolikus vallású lakossal találjuk.
1857-ben 436, 1910-ben 710 lakosa volt. 1910-ben a népszámlálás adatai szerint lakosságának 50%-a horvát, 28%-a szerb, 15%-a szlovák, 7%-a magyar anyanyelvű volt. Verőce vármegye Szalatnoki járásának része volt. Az első világháború után 1918-ban az új szerb-horvát-szlovén állam, majd később (1929-ben) Jugoszlávia része lett. 
Az 1960-as évektől fogva a fiatalok elvándorlása miatt a lakosság száma folyamatosan csökken. 1991-ben lakosságának 80%-a horvát, 15%-a szerb nemzetiségű volt. 2011-ben 317 lakosa volt.

## Lakossága
| Lakosság változása | Lakosság változása | Lakosság változása | Lakosság változása | Lakosság változása | Lakosság változása | Lakosság változása | Lakosság változása | Lakosság változása | Lakosság változása | Lakosság változása | Lakosság változása | Lakosság változása | Lakosság változása | Lakosság változása | Lakosság változása |
| ------------------ | ------------------ | ------------------ | ------------------ | ------------------ | ------------------ | ------------------ | ------------------ | ------------------ | ------------------ | ------------------ | ------------------ | ------------------ | ------------------ | ------------------ | ------------------ |
| 1857               | 1869               | 1880               | 1890               | 1900               | 1910               | 1921               | 1931               | 1948               | 1953               | 1961               | 1971               | 1981               | 1991               | 2001               | 2011               |
| 436                | 430                | 468                | 490                | 583                | 710                | 783                | 866                | 854                | 913                | 770                | 620                | 480                | 441                | 352                | 317                |

## Nevezetességei
A középkori vár és település régészeti lelőhelyei.